# Semidalis kolbei
Semidalis kolbei är en insektsart som beskrevs av Günther Enderlein 1906. Semidalis kolbei ingår i släktet Semidalis och familjen vaxsländor. Inga underarter finns listade i Catalogue of Life.